# ペルシア湾空港
ペルシア湾空港はイラン・ブーシェフル州アサルーイェ近郊の空港。
アサルーイェ空港(IATA: YEH, ICAO: OIBI)の南東16kmにある。ペルシア湾空港は2005年より運用を開始。近年この地域で建設されたものとしては、小規模ながらもっとも近代的なターミナルをもつ空港の一つである。マーハーン航空、キーシュ航空、イラン・アーセマーン航空、ターバーン航空、サーハー航空（旅客輸送としてボーイング707を運用する世界最後の航空会社）、カスピアン航空などの定期運航便、チャーター便がテヘラン、マシュハド、エスファハーン、シーラーズ、タブリーズ、アフヴァーズ、ラシュト、キーシュ島、ケルマーンシャーなどへイラン全国の都市へ就航、毎日頻発している。またマーハーン航空による週1便のドバイへの便もある。

## 空港整備の段階
当局による計画、認可をすでに経ている。空港整備にあたっては6200万米ドルを費やし、4000メートルの滑走路1本と、14,000平方メートルのターミナルを備える予定。ターミナルは7本のボーディング・ブリッジを設置し、現在のターミナルと通路で結ぶ。整備完了時には、国際線ターミナルと国内線ターミナルが分離され、双方ともボーディング・ブリッジを使用することになっている。調査、設計は終了しており、施工にむけて準備中である。

## 就航航空会社・路線
| 航空会社                 | 就航地                                                                                       |
| ------------------------ | -------------------------------------------------------------------------------------------- |
| カスピアン航空           | テヘラン（メヘラーバード）                                                                   |
| エラム航空               | テヘラン（メヘラーバード）                                                                   |
| イラン・アーセマーン航空 | エスファハーン、マシュハド、テヘラン（メヘラーバード）                                       |
| イラン空輸               | アフヴァーズ、ブーシェフル                                                                   |
| キーシュ航空             | キーシュ島、マシュハド、シーラーズ、テヘラン（メヘラーバード）                               |
| マーハーン航空           | ドバイ、エスファハーン、ケルマーン、マシュハド、ケルマーンシャー、テヘラン（メヘラーバード） |
| サーハー航空             | シーラーズ、テヘラン（メヘラーバード）                                                       |